# Rudelle
Rudelle är en kommun i departementet Lot i regionen Occitanien i södra Frankrike. Kommunen ligger i kantonen Lacapelle-Marival som tillhör arrondissementet Figeac. År 2022 hade Rudelle 185 invånare.

## Befolkningsutveckling
Antalet invånare i kommunen Rudelle
| Referens: INSEE |